# Stiromesostenus rufus
Stiromesostenus rufus är en stekelart som först beskrevs av Cameron 1911.  Stiromesostenus rufus ingår i släktet Stiromesostenus och familjen brokparasitsteklar. Inga underarter finns listade i Catalogue of Life.